# КС-5
КС-5 — территория компрессорной станции с рабочим посёлком без статуса населённого пункта в Нефтеюганском районе Ханты-Мансийского автономного округа России. Относится к посёлку Сентябрьский. Площадь в рамках утверждённых границ — 94,93 га. Расстояние до административного центра города Нефтеюганска — 88 км. Основное предприятие — компрессорная станция 5 «Молодёжная» или «Южно-Балыкская».

## Население
Численность населения по состоянию на 01.01.2008г
| № | состав населения                                            | кол-во жителей (чел.) |
| - | ----------------------------------------------------------- | --------------------- |
| 1 | дошкольного возраста (до семи лет)                          | 34                    |
| 2 | школьники (от семи до семнадцати лет)                       | 17                    |
| 3 | молодежь (до тридцати лет)                                  | 27                    |
| 4 | среднего возраста (от тридцати лет до пенсионного возраста) | 107                   |
| 5 | пенсионного возраста                                        | 5                     |
| 6 | Численность населения всего:                                | 190                   |